# 亦摄思连真
亦摄思连真（藏語：ཡེ་ཤེས་རིན་ཆེན་，威利转写：ye-shes rin-chen，1248年—1294年），即意希仁钦，藏族，藏传佛教萨迦派高僧，元朝帝师。

## 生平
亦摄思连真不属于萨迦款氏家族，《萨迦世系史》中并无关于此人的记载。他属于八思巴弟子之东支，夏尔巴（Shar-pa）系统。《红史》载，萨班和八思巴的弟子分为东、西、上三部。东部的传承是自象雄地方的觉本开始，觉本的长子夏巴协迥从萨班出家，从本钦释迦桑布手中购买得夏尔拉章。夏巴协迥在出家前生有一子，名为“秀波杰尊加”。秀波杰尊加的三个儿子均为八思巴的弟子，其中长子即“意希仁钦”。八思巴居住在甘肃临洮时，意希仁钦被萨迦派大众选派赴八思巴处，后来随八思巴到汉地，获得忽必烈喜爱。1286年封为帝师。1294年，亦摄思连真在五台山圆寂，享年47岁。《元史·释老传》载：“答兒麻八剌乞列嗣，二十三年卒。亦摄思连真嗣，三十一年卒。”其中记载的亦摄思连真继任帝师与圆寂时间，即分别为1286年（至元二十三年）、1294年（至元三十一年）。